# Адміністративний устрій Теребовлянського району
Адміністративний устрій Теребовлянського району — адміністративно-територіальний поділ Теребовлянського району на 2 міські громади, 1 селищну громаду, 2 сільські ради, 1 селищну та 7 сільських рад, які підпорядковані Теребовлянській районній раді та об'єднують 78 населених пунктів. Адміністративний центр — місто Теребовля.

## Список громад
- Золотниківська сільська громада
- Іванівська сільська громада
- Микулинецька селищна громада
- Теребовлянська міська громада
- Хоростківська міська громада

## Список рад

Число на мапі означає номер у переліку зліва
Кольори позначають кількість населених пунктів:
5
4
3
2
1

1. Дружбівська селищна рада
  - смт Дружба
2. Буданівська сільська рада
  - с. Буданів
  - с. Папірня
3. Дарахівська сільська рада
  - с. Дарахів
  - с. Кам'янка
  - с. Тютьків
4. Кобиловолоцька сільська рада
  - с. Кобиловолоки
  - с. Млиниська
5. Лошнівська сільська рада
  - с. Лошнів
6. Різдвянівська сільська рада
  - с. Різдвяни
  - с. Зубів
7. Струсівська сільська рада
  - с. Струсів
  - с. Варваринці
  - с. Бернадівка
  - с. Налужжя
8. Хмелівська сільська рада
  - с. Хмелівка
  - с. Нова Брикуля
  - с. Стара Брикуля

## Зміни в адміністративному поділі

### За часів незалежної України
* Примітки: м. — місто, с-ще — селище, смт — селище міського типу, с. — село